# Врачево
Врачево је насеље у општини Лепосавић на Косову и Метохији. Према процени из 2011. године било је 141 становника.

## Географски положај
Налази се северозападно од Лепосавића и западно од Лешка. Од Лепосавића је удаљено 17km, а од Лешка 8km. Село је разбијеног типа, на североисточним огранцима Рогозне, између Бара и Требића, Каљина, засеока Рватске и новопазарских села Одојевића, Јове, Грађановића и Јабланице. По међусобном положају и удаљености село се дели на засеоке : Риково, Завада, Врба, Долац, Живодере и Манасе. Површина катастарске општине Врачево где је атар насеља износи 1.427 ha. Средња надморска висина села је 569 метара.

## Инфраструктура
Село Врачево, осим пољопривредне функције врши и административно-управну функцију преко месне канцеларије и месне заједнице, школску – осморазредна Основна школа „Стана Бачанин”. При школи је школске 1968/69 изграђен базен за пливање димензија 12,5x 5 метара.
Село има и здравствену амбуланту.
Јула 2015, на дан славе Светих Козме и Дамјана манастиру, у близини манастира је отворен мост преко Ибра, чији је донатор био Унмик администрација.

## Манастир Врачево
Село је добило назив по манастиру Врачево посвећеном православним свецима и лекарима Козми и Дамјану. Црква је подигнута 1316. године и спомиње се као Ђурђева црква у Ибру. Као манастир Врачи записана је у Сопоћанском споменику крајем 14. века. Црква се налази у засеоку Долац. Манастир је већ после косовске битке био потпуно спаљен и уништен. Црква је обновљена у другој половини 16. века, али је у наредним столећима делила судбину народа овога краја. Била је више пута рушена, паљена и пљачкана. Поново је саграђена 1860. год., а 1863. год., при цркви је формирана прва српска световна школа са кухињом у овим крајевима, док је најстарија школа била манастирска, формирана у току Првог српског устанка, 1808. год, да би 1869. године прерасла у световну. Последњи пут црква и школа су пљачкане и паљене 1912. год., за време Балканског рата.

### Манастирска црква
Црква Светих Козме и Дамјана свој садашњи изглед добила је у обнови 1860. год., о чему сведочи и запис у плиткој лунети изнад јужног портала. Црква је једнобродна грађевина, триконхалне основе са кубетом, споља и изнутра полукружном апсидом, наосом и припратом. Изведена је у комбинацији сиге, облутака и неправилно распоређеног камена. Унутрашњи простор није живописан, са изузетом представе Христа Пантократора у своду припрате. Иконостас је осликала група мајстора из Крушева и Битоља, 1899. год. Законом је застићена као споменик културе и њена санација је извршена 2002. године. Последњих деценија црква у Врачеву је била искључиво парохијског карактера. Приводе се крају радови на завршетку манастирског конака који се зида средствима Владе Србије. Обнова манастирског начина живота и усељавање монаха значиће поновно успостављање манастира Светих Козме и Дамјана.

## Демографија
Насеље има српску етничку већину, уз око 20% Муслимана. У селу 2004. године живи 265 становника и броји 106 домаћинстава.
Преци данашњег становништва досељени су из разних крајева: Вукадиновићи, Станићи, Миладиновићи, Симовићи, Ђорђевићи, Анисијевићи, Танасковићи, Пантовићи, Бошњовићи, Петронијевићи, Васовићи, Перовићи, Ђуровићи,, Бишевци, Бацани, Радосављевићи, Димитријевићи, Радисављевићи, Николићи, Станићи, Дацовићи, Вучетићи, Здравковићи, Нуховићи, Махмутовићи, Јашаревићи, Шкријељи, Хаџићи, Бајрактаревићи, Ђерлеци, Стефановићи, Богдановићи, Гашовићи, Филиповићи.
| Година       | 1948 | 1953 | 1961 | 1971 | 1981 | 1991 |
| ------------ | ---- | ---- | ---- | ---- | ---- | ---- |
| Становништво | 652  | 689  | 649  | 619  | 501  | 355  |

|  |